# Open Life
Open Life Towarzystwo Ubezpieczeń Życie Spółka Akcyjna (Open Life TU Życie S.A.) – zakład ubezpieczeń działający na terytorium Polski powstały w 2011 roku. Zajmuje szóste miejsce wśród życiowych towarzystw ubezpieczeniowych pod względem przypisu składki brutto i drugie miejsce pod względem wartości aktywów UFK, jakimi zarządza.

## Historia
W styczniu 2011 roku spółka Open Finance przejęła od brytyjskiego Royal & Sun Alliance licencję ubezpieczyciela życiowego Link4 Life. Na jej podstawie stworzono nową markę MyLife Towarzystwo Ubezpieczeń na Życie S.A. W lipcu 2011 r. nastąpiło nabycie akcji MyLife Towarzystwo Ubezpieczeń na Życie S.A. przez Getin Noble Bank S.A., Open Finance S.A. i dr. Leszka Czarneckiego.
Pierwsze ubezpieczenia towarzystwo ubezpieczeń wprowadziło do oferty w sierpniu 2011 roku, w dwa tygodnie po oficjalnym rozpoczęciu działalności. W listopadzie 2011 r. nastąpiła zmiana nazwy MyLife Towarzystwo Ubezpieczeń na Życie S.A. na Open Life Towarzystwo Ubezpieczeń Życie S.A. W grudniu 2011 r. dokonała się zmiana akcjonariatu spółki – nabycie 51% akcji Open Life TU Życie S.A. przez TU Europa S.A., a 49% przez Open Finance S.A. Po 8 miesiącach na rynku Open Life znalazło się na 3 miejscu wśród towarzystw ubezpieczeń na życie pod względem przypisu składki.

## Działalność
Towarzystwo ubezpieczeń współpracuje z wieloma bankami i instytucjami finansowymi. Open Life specjalizuje się w tworzeniu ubezpieczeń na życie i inwestycyjnych, w jego portfolio znajdują się również produkty ubezpieczeniowe, łączące w sobie funkcje oszczędzania z elementami ochronnymi. Od maja 2013 roku posiada w ofercie ubezpieczenia grupowe pracownicze, skierowane do małych i średnich przedsiębiorstw, jednostek samorządowych oraz korporacji.

## Grupa kapitałowa
W skład grupy kapitałowej Open Life wchodzi Open Life Serwis Spółka z o.o.

## Nagrody i wyróżnienia
- Open Life trzykrotnie uzyskał tytuł „Ubezpieczyciel miesiąca” tygodnika Gazeta Ubezpieczeniowa w maju 2012[5] oraz lutym[6] i lipcu 2013[7].
- Ubezpieczenie „Bezpieczny Zysk” zostało nagrodzone Polish Insurance Awards 2012[8] w kategorii Najlepszy Produkt Ubezpieczeniowy 2011/2012[9] przez The Business Times.
- Prezes Open Life, Krzysztof Bukowski, zdobył wyróżnienie w zestawieniu Menedżer Roku 2013 przygotowanym przez magazyn Home&Market[10].
- Open Life trzy lata z rzędu jest nagradzane wyróżnieniem „Order Finansowy” w kategorii ubezpieczenia na życie: w 2014 roku za Ubezpieczenie „Perspective”[11], w 2015 roku za Ubezpieczenie „Cztery Szlaki”[12], w 2016 roku za Ubezpieczenie „Zadbaj o Jutro”[13].
- Gazeta Finansowa w swoim plebiscycie „Najlepsze produkty inwestycyjne” wyróżniła ubezpieczenia Open Life w 2015 roku dwukrotnie. W kwietniu za Ubezpieczenie „Noble Investment Portfolio”[14], a w listopadzie za Ubezpieczenie „Global Health Selection”[15].